# Mangabeiras Park
Mangabeiras Park (portugisiska: Parque das Manguabeiras) är en park i Brasilien.   Den ligger i delstaten Minas Gerais, i den sydöstra delen av landet, 600 km sydost om huvudstaden Brasília. Mangabeiras Park ligger 1 115 meter över havet.
Terrängen runt Mangabeiras Park är kuperad åt sydost, men åt nordväst är den platt. Mangabeiras Park ligger uppe på en höjd. Runt Mangabeiras Park är det tätbefolkat, med 550 invånare per kvadratkilometer.. Närmaste större samhälle är Belo Horizonte, 4,7 km nordväst om Mangabeiras Park. 
I omgivningarna runt Mangabeiras Park växer huvudsakligen savannskog.